# Kenny Moreno
Kenny Moreno (ur. 6 stycznia 1979 w Turbo) – kolumbijska siatkarka grająca na pozycji atakującej. Obecnie występowała w drużynie Savino Del Bene Scandicci.

## Sukcesy klubowe
Mistrzostwo Japonii:
- 2007

Mistrzostwo Korei Południowej:
- 2011
- 2010

## Nagrody indywidualne
- 2016: Najlepsza punktująca Pucharu Panamerykańskiego